# Héctor López Alvarado
Héctor López Alvarado (* 13. Dezember 1970 in Guadalajara) ist ein mexikanischer Geistlicher und  römisch-katholischer Weihbischof in Guadalajara.

## Leben
Héctor López Alvarado studierte am Priesterseminar in Guadalajara und empfing am 19. Mai 2002 das Sakrament der Priesterweihe für das Erzbistum Guadalajara.
Nach weiteren Studien erwarb er an der Päpstlichen Universität Gregoriana in Rom das Lizenziat in Dogmatik. Er war in der Pfarrseelsorge und in der Priesterausbildung tätig. Zuletzt war er neben der Tätigkeit als Pfarrer Bischofsvikar für das Vikariat Toluquilla und Mitarbeiter im diözesanen Fernsehzentrum.
Am 2. Februar 2018 ernannte ihn Papst Franziskus zum Titularbischof von Sereddeli und zum Weihbischof in Guadalajara. Der Erzbischof von Guadalajara, Francisco Kardinal Robles Ortega, spendete ihm sowie den mit ihm ernannten Weihbischöfen Engelberto Polino Sánchez und Juan Manuel Muñoz Curiel am 21. April desselben Jahres die Bischofsweihe.